# المغاربة
المغاربة هم أهل المغرب، يشتركون في ثقافتهم وأصولهم. الغالبية الساحقة من المغاربة هم من أصول عربية وأمازيغية
ويتحدث أغلب المغاربة باللغة العربية بلهجتها المغربية (الدارجة)، ونسبة مهمَّةٌ منهم باللغة الأمازيغية بلهجتها «تاسوسيت (تاشلحيت)»، «تمازيغت» و «تاريفيت». يعتنق أغلب المغاربة الإسلام دينا على مذهب أهل السنة والجماعة (مالكي) وأقلية مسلمون بلا طائفة، إلى جانب أقليات يهودية ومسيحيَّة. وبالإضافة إلى 36 مليون مغربي في المملكة المغربية، هناك مغترب مغربي كبير (حوالي 5 ملايين) في فرنسا وبلجيكا وإسرائيل وإيطاليا وهولندا وإسبانيا، إلى جانب جاليات أصغر حجماً في المملكة المتحدة والولايات المتحدة وكندا وشبه الجزيرة العربية وفي دول عربية أخرى.

## التاريخ

### تاريخ أنثروبولوجية المغاربة

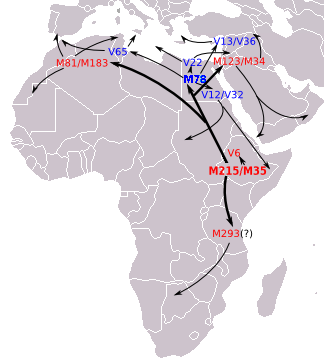
أصل وتشتت الهابلوغروب E-M215 ومجموعاته الفرعية- تفرعاته (subclades) من القرن الإفريقي إلى شمال إفريقيا وبقية العالم.

يعرف المغاربة تمازجا ثقافيا لتعدد المناهل بين الجذرين الإفريقي والعربي من خلال الأمازيغية والعربية والأندلسية والصحراوية، ومن حيث الدراسات الأنثروبولوجية للمَعلم الوراثى الهابلوغروبي، فقد تأثر بشدة بالعامل الجغرافي. كانت الصحراء الكبرى في الجنوب والبحر المتوسط في الشمال حواجز هامة في عصور ما قبل التاريخ لتدفق الجينات. فالمغاربة في العموم حسب الدراسات العلمية الأخيرة، ينتمون إلى شعوب شمال إفريقيا، وهو شعب حديث العهد من بين المجموعات الغالبة في شمال إفريقيا، تقدر نشأته وتجمعه بين ال 6000 إلى 15000 سنة، اِشتقَّ عن المجموعة العرقية الليبية، التي اشتقّت بدورها عن المصريين القدماء،
الذين اشتقّوا بدورهم عن مجموعات القرن الإفريقي الأصلي المُعرََّف بE-M215. (انظر الخريطة إدناه مع التوثيق)

## اللغة

### تاريخ اللهجات المغربِيَّة
هُنَاك فَرق بين دُخول اللغة العربية واللِّسان العَربِي إلى المغرب، وهذا قَد تَمَّ عبر ثَلاثة مَراحِل، تزامنت الأولى منها مع الفتوحات الإسلامِيَّة التي قامت بها الخلافة الأموية وذَلِك بعد طَلَبٍ من قبائل شمال أفريقيا لتحريرها من البزنطِيِّين آنذاك دخَلت اللُّغة العربية واستمَرَّت إلى اليَوم كَلُغة رَسمِيَّة لِبُلدان شمال أفريقيا، والثانية خلال القرن 11 والقرن 12حيث دَخَلت القبَائِل العَرَبِيَّة على رأسِها (بنو هلال وبنو معقل وبنو سليم)أمَّا المرحلة الثَّالِثَة فَتزامَنت مَعَ هِجرة المسلمين.
في كِلتا المرحَلتين الثانية والثالثة أدخلت معها القبَائِل العَرَبِيَّة لسانها وكذلك نقل الأندلسيِّين لهجتهم معهم إلى المغرب. (انظر دارجة مغربية ولهجة حسانية)

### اللغات واللهجات عند المغاربة

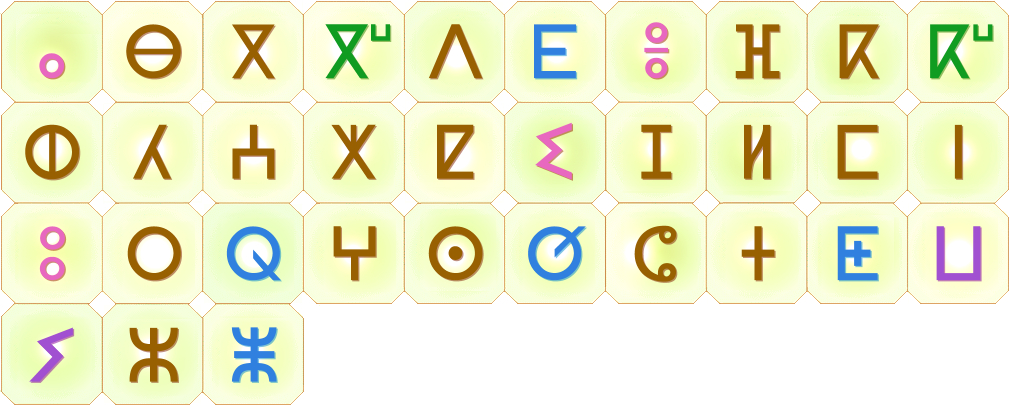
تيفيناغ هي أبجدية قديمة كانت تستخدم في شمال إفريقيا بين الأمازيغ لتدوين اللغات الأمازيغية المختلفة

بالرغم من كون الدستور المغربي يوقع اللغات العربية الفصحى والأمازيغية كلغات رسمية للِبِلاد إلا أن المغاربة يُعتبرون من أكثر الشعوب غنىً من حيث اللغات واللهجات إذ لِكُل منطقة لهجتُها الخاصَّة، التي تختلِف من منطقة لِأخرى ومن مدينة لِأخرى، لكنها تظل عموما اختلافات طفيفة لا تؤثر على الفهم والتواصل.
بحسب ٱحصائيات سنة 2011 بلغ تعداد سكان المغرب دون المهاجرين 35 مليون نسمة  منهم أكثر من 12 مليون مغربي يتحدثون الأمازيغية الموجودة في المغرب بثلاث لهجات مختلفة هي:
- لهجة تاشلحيت (الشَّلْحْة) الموجودة في سوس بعمالات وأقاليم أكادير إداوتانان، إنزكان أيت ملول، تيزنيت، تارودانت، شتوكة أيت باها، إحاحان(الصويرة). وفي الاطلس الكبير الحوز، مراكش، شيشاوة، ورزازات، زاكورة. وفي الاطلس الصغير بأقاليم بسيدي إفني، كلميم، طاطا، طانطان.
- لهجة الرِيف "تاريفيت" الموجودة في منطقة الريف شمال المغرب في مدن مثل الناظور، الحسيمة، أجدير، تاوريرت، العرائش وتازة.
- لهجة "تمازيغت" (الأمازيغية) يتكلمها سكان الأطلس المتوسط، في مدن كتازة والخميسات، وأزيلال تنغيرو ميدلت وزاكورةو ورزازات والريشوالراشدية.

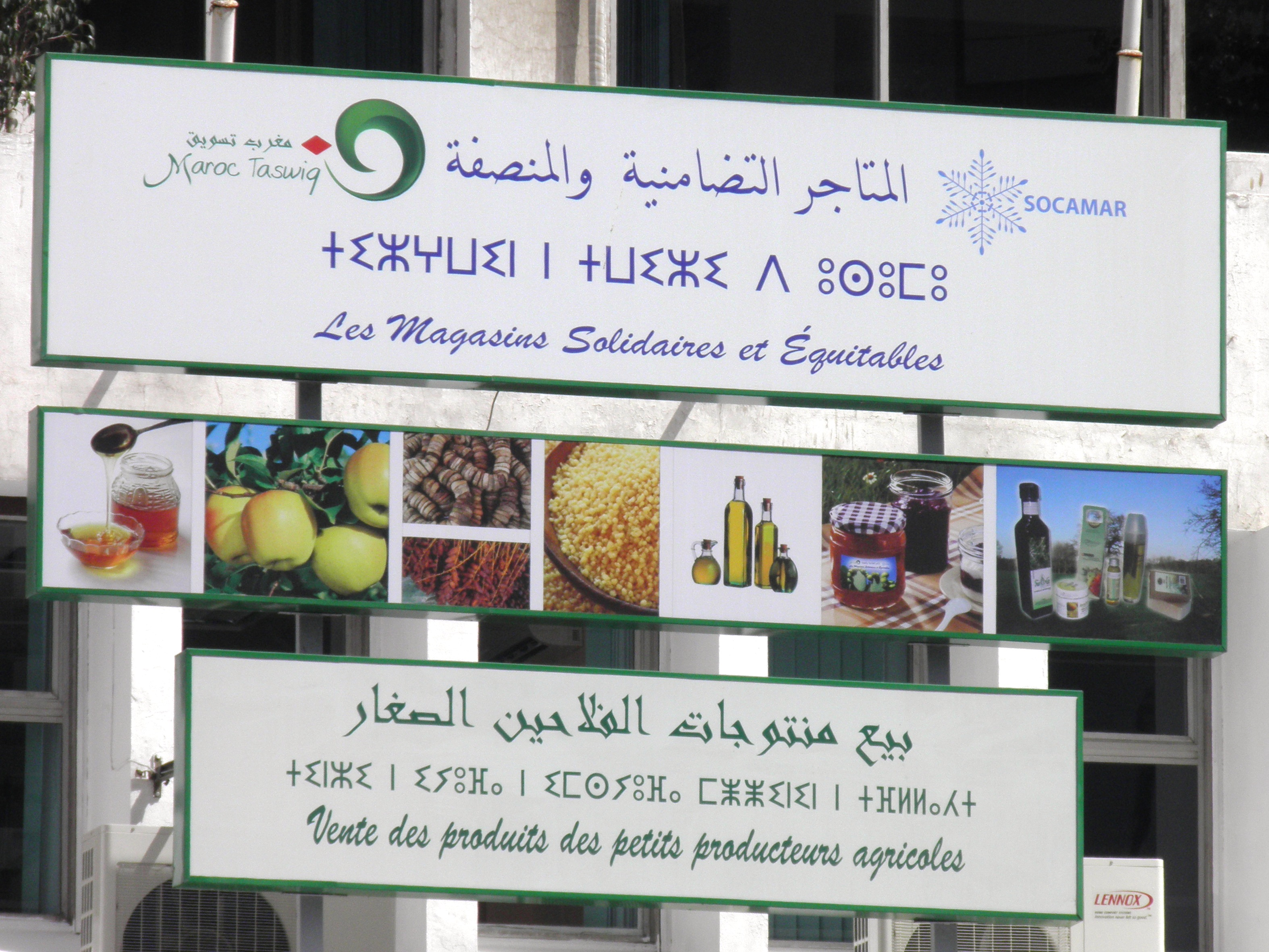
كتابة تيفناغ على لوحة عامة في المغرب مع العربية والفرنسية

إضافة لذلك توجد نسبة مهمة من المغاربة يتحدثون اللهجة الأندلسيَّة بنوعيها الإدريسية والجبلِيَّة التي تتمركز في مدينتي طنجة وفاس، وأجزاء من مدن مكناس وسلا، والرباط، وبلاد جبالة كذلك الأمر بالنسبة للَّهجَة البَدوِيَّة العْروبِيَّة أو كما يُسَمِّيها بعض الباحِثين باللهجة الهِلالِيَّة المغربِيَّة وهي لهجة القبائل العربية في الغرب والحوز وجهة الشاوية ورديغة ودكالة عبدة أما الجزء الجنوبي من بلاد المغرب فيتميز باللَّهجَة البَدوِيَّة الحسانية المتميزة بالفصاحة والتي يتحدثها العرب الصَّحراوِيِّين لذلك قامت دولة المغرب بإدراج حماية هذه اللهجة في دستورها الجديد سنة 2011 كجزء من الإصلاحات. وليس غريباً أن تجد مغربيا يتقن لهجة واحدة دون الأخرى أو لهجتين معا بسبب التهميش وعدم ٱهتمام المسؤولين باللَّهجَات عقوداً طويلة ما أدى إلى تأخر تدريسها.
رغم تنوع وغنى اللهجات تظل لغة التواصل عند الغالبية العظمى من المغاربة هي اللهجة الدارجة المغربية أو كَمَا يُسَمِّيهَا عُموم المغَارِبة «الدَّارِيجَة» وهي نوع من اللَّهجَات المغربيَّة التي تَدخُل ضِمْنَ خليط بيناللُّغة الامازيغية والناتجة أساساً عن حَصِيلة من التَمازج الثقافي واللُغَوي الذي عرفته المنطقة. من ناحية أخرى تعتبر اللغات الحية الأسبانية والفرنسية من أهم اللغات الأجنبية الرئيسية بالمغرب نظراً لماضيهما الإستعماري القديم، حيث تعتبر الفرنسية اللغة الثانية غير الرسمية للبلاد بعد الإستقلال  والتي لايزال العمل بها جارياً على نطاق واسع في الحكومة والتجارة والإقتصاد والتعليم أما اللغة الأسبانية وبالرغم من كونها ليست بلغة رسمية في البلاد إلا أنها تعتبر لغة ثانية في جل مناطق الجزء الشمالي للمغرب حوالي 2.000,000 مغربي متأثرين بها تاريخيا ولغويا. من جهة أخرى أصبحت الإنجليزية  والألمانية  والإيطالية لغات تلقى شعبية متزايدة في صفوف المتعلمين المغاربة الراغبين في إتمام الدراسة أو العمل بالخارج.

### اللغات المنطوقة بالمغرب وفق الإحصاء العام للسكان والسكنى لسنة 2004[20]
| اللغات المنطوقة        | عدد المتكلمين | نسبة المتكلمين |
| الساكنة ما فوق 5 سنوات | 26,755,605    | %100           |
| العربية الدارجة        | 24,036,041    | %89.8          |
| تشلحيت                 | 3,894,805     | %14.6          |
| تمازيغت                | 2,343,937     | %8.8           |
| تريفيت                 | 1,270,986     | %4.8           |
| الحسانية               | 194,742       | %0.7           |

## الثقافة
المغرب متعدد الإثنيات مع ثقافة وحضارة غنيتين. عبر التاريخ المغربي، استضاف هذا البلد العديد من الأشخاص القادمين من الشرق (الفينيقيون واليهود والعرب)، ومن الجنوب (أفريقيا جنوب الصحراء)، ومن الشمال (الرومان، الوندال، المور واليهود). وكان لكل هذه الفئات جميعها أثر على التركيبة الاجتماعية للمغرب حيث أنها تضم العديد من المعتقدات، كاليهودية والمسيحية والإسلام.

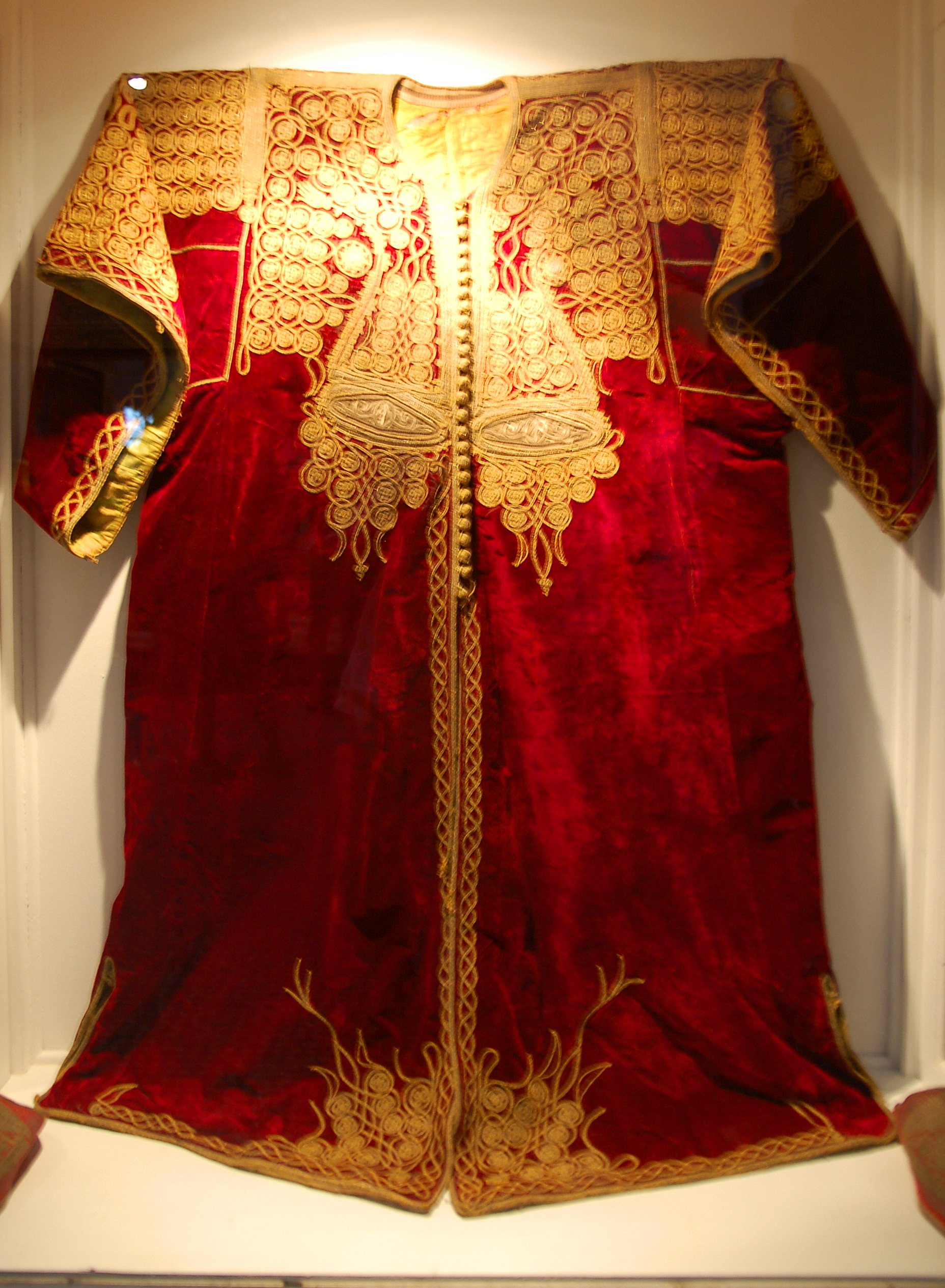
قفطان مغربي من الطراز القديم

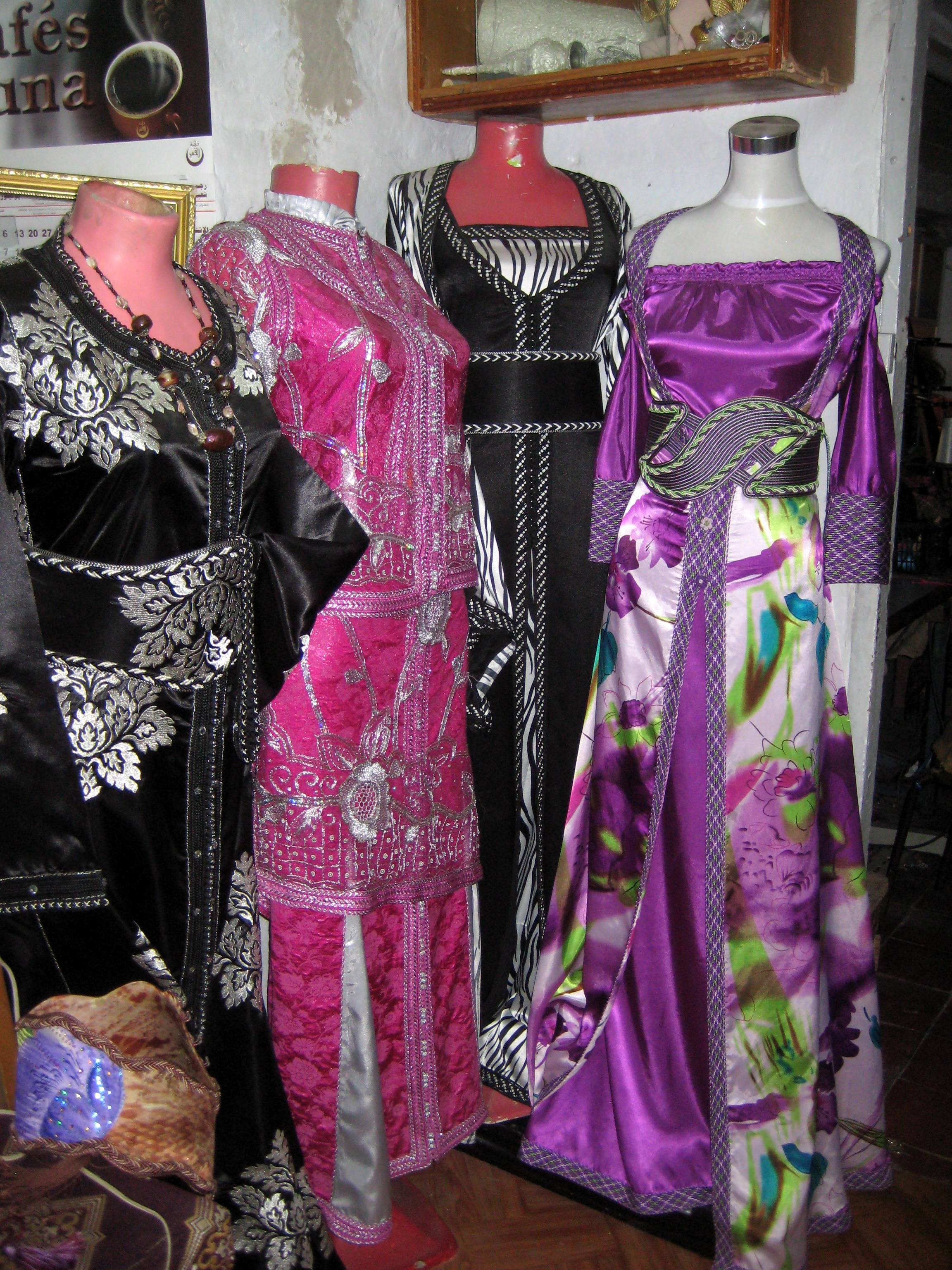
قفاطين مغربية معاصرة حديثة

## الدين
معظم المغاربة مسلمون سنة على المذهب المالكي. هناك أقليات يعرفون باسم الحراطين والغناوة. كان عدد اليهود في المغرب يصل إلى 265,000 نسمة عام 1948، إلا أنه انخفض حاليا إلى حوالي 5,500 نسمة (حوالي 0.2% من مجموع السكان) بسبب هجرة الكثير منهم إلى إسرائيل وأوروبا. وتقدر أعداد اليهود المغاربة في إسرائيل بحوالي مليون نسمة. وتشكل المسيحية في المغرب حوالي 1.1% أي حوالي 380,000 نسمة وذلك طبقًا لتقديرات عام 2009. وهناك أيضًا مجموعات من المسيحيين المواطنين في المغرب اعتنقت المسيحية وهي إما عربية أو أمازيغية.